# Lucia Noiret
Georgina Noiret (Chambéry, 27 de enero de 1832 - Imola, 17 de marzo de 1899), más conocida por su nombre religioso Lucia Noiret, fue una educadora y religiosa católica francesa, conocida por se la fundadora de las Siervas del Sagrado Corazón de Jesús de San José. Es considerada sierva de Dios en la Iglesia católica.

## Biografía
Georgina Noiret nació el 27 de enero de 1832 en Chambéry, Savoya (Francia). A los 18 años decidió hacerse religiosa, entró a la Congregación de la Caridad de Santa Juana de Antida e hizo su noviciado en Nápoles. Allí cambió su nombre por Lucía. Fue enviada por su congregación, en 1856, a fundar un conservatorio intitulado a San José en Imola, Boloña (Italia), con el fin de educar a las niñas de la sociedad. Las religiosas fueron expulsadas por la nueva administración laica y anticlerical, pero el obispo de Imola, pidió a Noiret que se quedara en Imola para hacerse cargo de la escuela. Con un grupo de jóvenes fundó el instituto de Siervas del Sagrado Corazón de Jesús de San José en 1876.
Luego de tantos servicios a la comunidad de Imola y de ver el crecimiento de su congregación, Noiret murió el 17 de marzo de 1899 en Imola (Boloña).

## Culto
La causa diocesana de beatificación y canonización fue introducida el 15 de octubre de 2000 y clausurada el 31 de octubre de 2009. Ahora se encuentra en la Santa Sede, por lo que en la Iglesia católica, según este proceso, es considerada como sierva de Dios.